# Sant’Andrea di Conza
Sant’Andrea di Conza – miejscowość i gmina we Włoszech, w regionie Kampania, w prowincji Avellino.
Według danych na 1 stycznia 2022 roku gminę zamieszkiwało 1353 osób (651 mężczyzn i 702 kobiety).